# خودرویی برای یک عروس
خودرویی برای یک عروس (انگلیسی: A Ride for a Bride) یک فیلم کوتاه کمدی به کارگردانی جرج نیکولز است که در سال ۱۹۱۳ منتشر شد.

## گزیدهٔ بازیگران
- راسکو آرباکل
- چارلز آوری
- آلیس دونپورت
- ادگار کندی
- فورد استرلینگ